# Jean-Étienne Marie

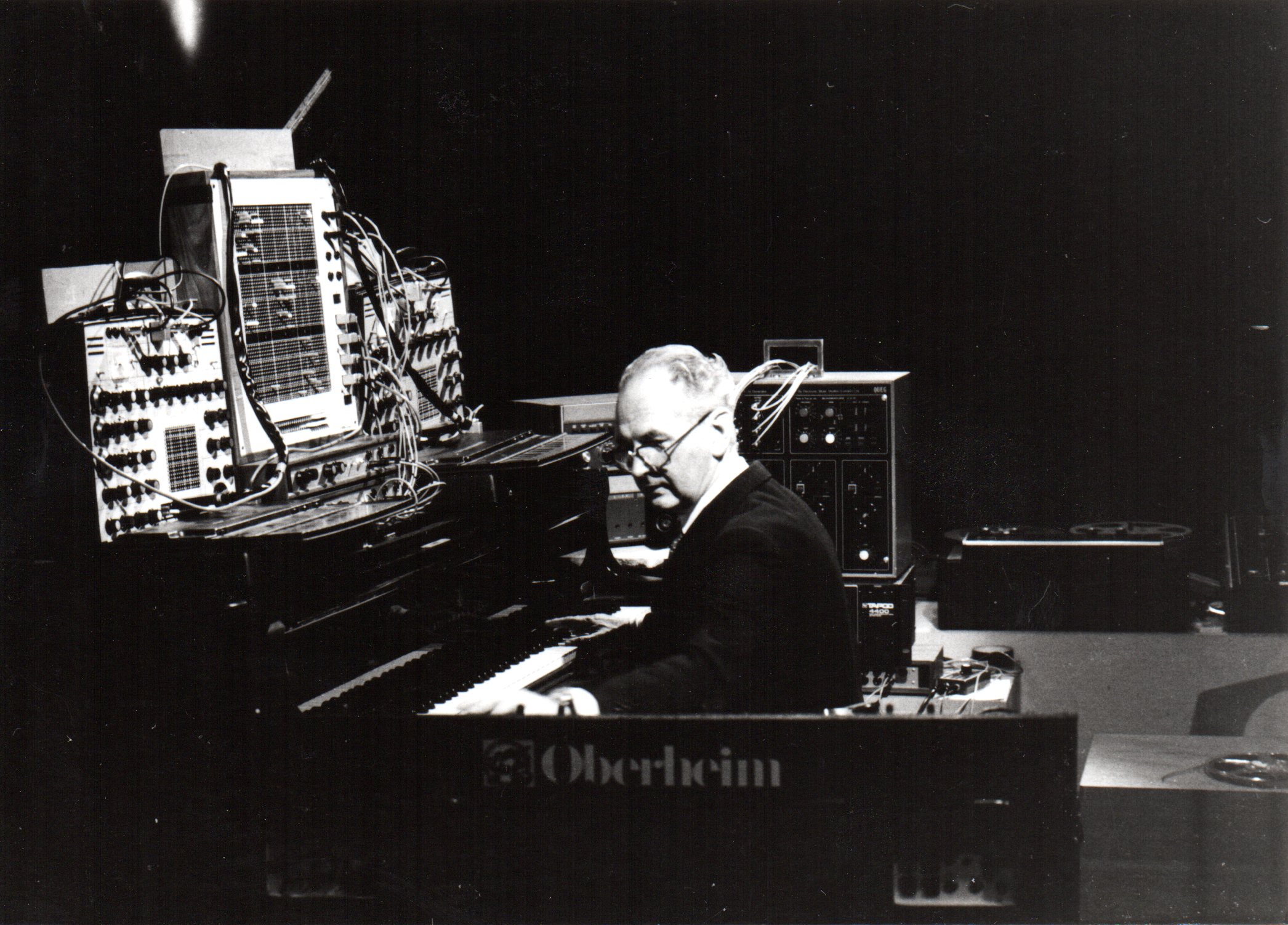
Jean-Etienne Marie

Jean-Étienne Marie (* 22. November 1917 in Pont-l’Évêque; † 25. Dezember  1989) war ein französischer Komponist.
Marie studierte am Conservatoire de Paris bei Olivier Messiaen, Simone Plé-Caussade und Jean-Yves Daniel-Lesur. 1949 wurde er Tontechniker beim RTF und 1958 Professor für Tontechnik und experimentelle Musik an der Schola Cantorum in Paris.
Marie komponierte zahlreiche experimentelle Stücke, die die jeweils modernsten Fakturen ihrer Entstehungszeit aufgriffen, darunter zwei Ballette, eine elektronische Sinfonie, Polygraphie polyphonique Nr 1 für Viertelton-Violine, Tonband und Film und Polygraphie polyphonique Nr 2 für Instrumentalensemble und Projektionen, ein Stück für zwei Klaviere, eines davon dritteltönig, und Tonband mit Auszeichnungen von fünftel- und sechsteltönigem Klavier, A-cappella-Chorwerke, teilweise in Mikrointervallen, Kantaten mit Orgel, Instrumenten und Tonbändern und auch Filmmusiken.